# Jiří Pehe

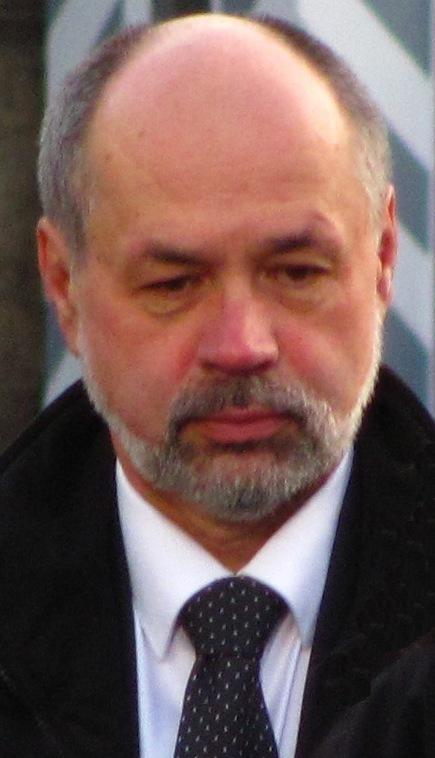
Jiří Pehe (2011)

Jiří Pehe (* 26. August 1955 in Rokycany, in der Tschechoslowakei) ist ein tschechischer Politologe und Schriftsteller.
Pehe wurde in Rokycany (Westböhmen) in der Tschechoslowakei geboren. Er studierte Rechtswissenschaften und Philosophie an der Karls-Universität Prag, wo er im Jahr 1980 promovierte. Im September 1981 floh er aus der Tschechoslowakei über Jugoslawien nach Italien.
Nach einem kurzen Aufenthalt in einem Flüchtlingslager in der Nähe von Rom, wanderte er mit seiner Frau in die USA aus und wohnte in New York City. Dort wurde ihm politisches Asyl gewährt. Bis 1983 arbeitete er als Nachtwächter in einem Hotel. Er besuchte die School of International Affairs an der Columbia University in New York und promovierte im Jahr 1985. Von 1985 bis 1988 arbeitete er für Freedom House und schrieb unter anderem Texte für die New York Times.
Ab August 1988 arbeitete er als Analyst für das Forschungsinstitut von Radio Free Europe in München. Im November 1989 wurde er Leiter der Abteilung für Forschung und Analyse der Mitteleuropa-Fragen. Nachdem Radio Free Europe im Jahr 1995 seinen Hauptsitz von München nach Prag verlegte, zog er zurück nach Tschechien. Von 1995 bis 1997 arbeitete er als Direktor der Abteilung für Forschung und Analyse am Open Media Research Institute in Prag.
Von 1997 bis 1999 war er Direktor der Politischen Abteilung der Kanzlei des tschechischen Präsidenten Václav Havel und später arbeitete er bis 2003 als präsidialer Berater für außenpolitische Fragen.
Pehe schrieb zahlreiche wissenschaftliche Publikationen, Aufsätze und Abhandlungen, die weltweit veröffentlicht wurden. Er veröffentlichte mehrere Bücher, darunter drei Romane.
Seit 1999 leitet Jiří Pehe als Direktor die New York University in Prag. Er ist Mitglied des International Forum for Democratic Studies Research Council. Als politischer Beobachter und Analytiker kommentiert er für das tschechische Fernsehen und den Rundfunk sowie für internationale Medien aktuelle politische Entwicklungen und das Weltgeschehen.

## Bücher
- The Prague Spring: a mixed legacy. Verlag University Press of America, 1988, ISBN 0-932088-28-7. (en)
- Na okraji zmizelého. Verlag Prostor, 2006, ISBN 80-7260-157-1. (cs)
- Tři tváře anděla. Verlag Prostor, 2009, ISBN 978-80-7260-209-4. (cs)
- Demokracie bez demokratů - Úvahy o splečnosti a politice. Verlag Prostor, 2010, ISBN 978-80-7260-234-6 (cs)
- Klaus - portrét politika ve dvaceti obrazech. Verlag Prostor, 2010, ISBN 978-80-7260-240-7. (cs)
- Krize, nebo konec kapitalismu? Verlag Prostor, 2012, ISBN 978-80-7260-267-4. (cs)
- Mimořádná událost. Verlag Prostor, 2013, ISBN 978-80-7260-281-0. (cs)